# 普伊 (瓦兹省)
普伊（法語：Pouilly，法語發音：[puji]）是法国瓦兹省的一个市镇，位于该省西南部，属于博韦区。

## 地理
普伊（49°16'20"N, 2°1'49"E）面积3.81 平方千米，位于法国上法蘭西大區瓦兹省，该省份为法国北部内陆省份，北起索姆省，西接厄尔省和滨海塞纳省，南至塞纳-马恩省和瓦兹河谷省，东临埃纳省。
与普伊接壤的市镇（或旧市镇、城区）包括：博蒙莱诺南、瑟诺、瓦尔当皮埃尔、莱欧塔利康、蒙舍夫勒伊。

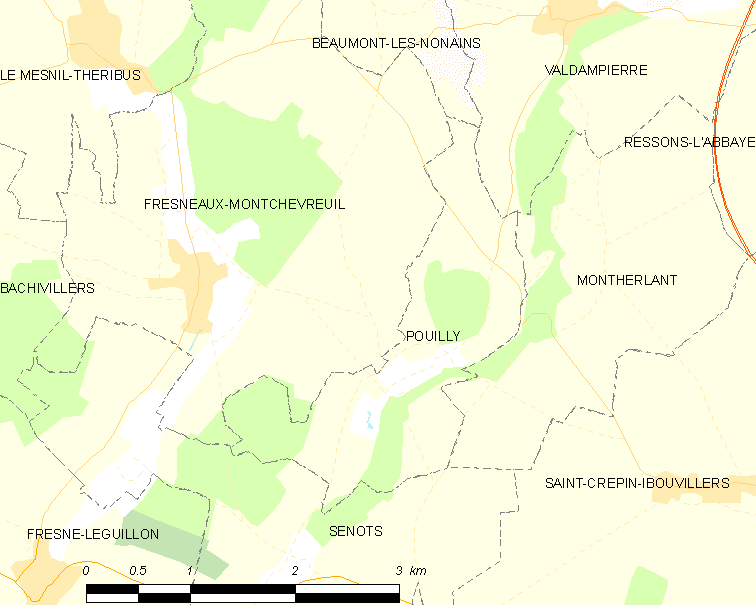
的OSM定位图

普伊的时区为UTC+01:00、UTC+02:00（夏令时）。

## 行政
普伊的邮政编码为60790，INSEE市镇编码为60512。

## 政治
普伊所属的省级选区为韦克桑地区肖蒙县。

## 人口

1962-2008年间人口变化图示

普伊于2022年1月1日时的人口数量为153人。